# Emin Ağalarov

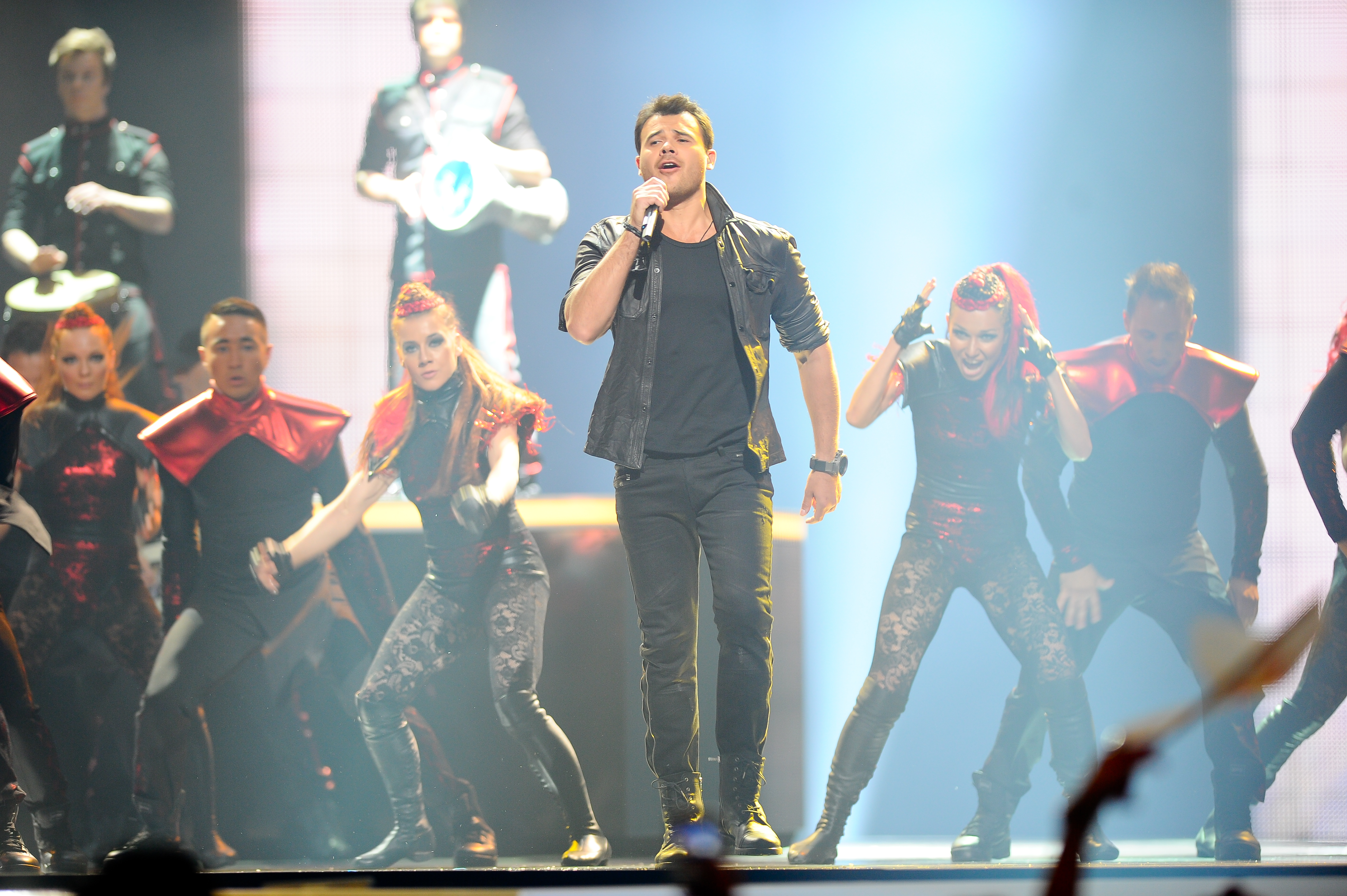
Emin Ağalarov (2012)

Emin Araz oğlu Ağalarov (* 12. Dezember 1979 in Baku, Aserbaidschanische SSR, Sowjetunion, heute Aserbaidschan) ist ein russisch-aserbaidschanischer Sänger, Komponist und Vizepräsident der Crocus Group seines Vaters Araz Ağalarov. Ağalarov wird in Medien mitunter als der „Trump von Russland“ tituliert.

## Leben und Karriere
Emins Vater Araz war Mitarbeiter des sowjetischen Geheimdienstes und wurde im Zuge des Zerfalls der Sowjetunion ein russischer Oligarch. Emin genoss eine internationale Ausbildung; u. a. ging er in der Schweiz zur Schule und studierte in den USA (New York).
Er feiert sowohl als Jazz- als auch als Popsänger große Erfolge und wurde sowohl in Aserbaidschan als auch in Russland vor allem durch seine Singles Still und Don’t Cry berühmt. Im Jahr 2010 veröffentlichte er sein Album Wonder in Großbritannien. Seine Titel Obvious, Falling, Just For One Night und Any Time You Fall wurden Hits. Emin Ağalarov ist der erste osteuropäische Künstler, dessen Album bei BBC Radio 2 als Record of the Week vorgestellt wurde.
Mit dem Titel Boomerang erregte Emin 2015 durch die Zusammenarbeit mit Nile Rodgers große internationale Aufmerksamkeit. Boomerang war in der Playlist des BBC Radio 2 (Europas größtem Radiosender) und gelangte in die Top 40 der UK’s Music Week’s charts. Der Remix von Boomerang erreichte sogar Platz #9 der Billboard’s dance charts.
Das Album Nachistoty wurde vom russischen Musiksender MUZ TV als bestes Album 2015 ausgezeichnet. Sein Album FALLING 8 wurde Ende 2015 in rein russischer Sprache veröffentlicht und war wenige Tage später bereits #3 der Albumverkäufe auf ITunes. Der „Sexiest man in Russia“ (ZD Awards 2015) erhielt zahlreiche nationale und internationale Auszeichnungen, darunter 2014 auch den World Music Award.
Mit seinem Song Never Enough aus dem Album After the Thunder trat er beim Finale des Eurovision Song Contest 2012 in Baku als Showact auf. Im Februar 2014 war er im Rahmen der dritten Episode von Schulz in the Box im deutschen Fernsehen zu sehen. Emins TV-Präsenz umfasst unter anderem BBC Breakfast, Extra, ITV’s Daybreak, Fox, Entertainment Tonight, Pro 7, The Today Show, E!. Auch internationale Printmedien berichteten über ihn, darunter The Sunday Times, The Sun, Bild, Wall Street Journal, The Independent, GQ, Esquire, OK!, Forbes Austria.
Emin war mit Leyla Əliyeva, einer der beiden Töchter des Präsidenten von Aserbaidschan, İlham Əliyev, verheiratet. Er ist Vizepräsident der von seinem Vater Aras Agalarov gegründeten Crocus Group und fokussiert sich hier insbesondere auf die Entwicklung und Vermarktung der Crocus City in Moskau.
Ağalarov ist Besitzer der 2009 eröffneten Crocus City Hall. Als der Islamische Staat am Abend des 22. März 2024 einen Terroranschlag in jener City Hall verübte und mindestens 115 Personen dabei starben, erschien Ağalarov zusammen mit seinem Sohn Emin Ağalarov kurz nach dem Anschlag an der City Hall.

## Diskografie

### Alben
| - 2006: Still - 2007: Incredible - 2008: Obsession - 2009: Devotion - 2010: Wonder - 2012: After the Thunder - 2013: На Краю (russisches Album) - 2014: Начистоту (russisches Album) - 2014: Amor - 2015: The Falling 8 / 8 в падении - 2016: Love is a Deadly Game | - 2017: Прости, Моя Любовь (russisches Album) - 2018: Неба Не Боялись (russisches Album) - 2019: Девочка Моя (russisches Album) - 2019: Good Love - 2021: Love Is - 2023: За минуту до... (russisches Album) - 2023: 44 - 2024: Now or Never - 2024: Столько лет спустя (russisches Album) - 2024: Верни мне музыку (russisches Album) |

### Singles (Auswahl)
| - 2012: Never Enough - 2012: Walk Through Walls - 2012: Baby Get Higher - 2013: Amor - 2013: In Another Life - 2014: Woman (feat. Charly Williams) - 2014: Зови меня (feat. Ani Lorak) - 2014: Coming Home (feat. Joe Bonamassa) - 2015: Boomerang (feat. Nile Rodgers) - 2016: If You Go Away (feat. Anggun) - 2016: Я не могу сказать (feat. Ani Lorak) - 2017: Проститься (feat. Ani Lorak) - 2017: Сбежим в Баку (feat. Ani Lorak & Valeriya) - 2019: Синяя вечность (feat. Alessandro Safina) | - 2019: Let Me Go (feat. Robin Schulz) - 2019: Девочка Моя - 2019: Нежная - 2020: MMM - 2020: Ну почему? (feat. HammAli & Navai) - 2021: Разные (feat. Alsou) - 2021: Азербайджан (feat. Aygün Kazımova) - 2021: Ментол - 2021: Улетай (feat. Jah Khalib) - 2022: Лунная ночь (feat. Jony) - 2024: Камин (feat. Jony) - 2024: Love Me Tender (feat. Nicole Scherzinger) - 2024: It’s Now or Never (feat. Katharine McPhee) - 2024: Help Me Make It Through the Night (feat. Engelbert) |